# União das Freguesias de Côja e Barril de Alva
União das Freguesias de Côja e Barril de Alva, kürzer Côja e Barril de Alva, ist eine Gemeinde (Freguesia) im Kreis (Concelho) von Arganil im mittleren Portugal.

## Geschichte
Die Gemeinde entstand im Zuge der Gebietsreform vom 29. September 2013 durch die Zusammenlegung der Gemeinden Coja und Barril de Alva.

## Demographie
| Freguesia | Freguesia             | Freguesia | Freguesia       | ehemalige Freguesias | ehemalige Freguesias | ehemalige Freguesias | ehemalige Freguesias |
| --------- | --------------------- | --------- | --------------- | -------------------- | -------------------- | -------------------- | -------------------- |
| Wappen    | Freguesia             | Einwohner | Fläche in (km²) | Wappen               | Freguesia            | Einwohner            | Fläche in (km²)      |
|           | Côja e Barril de Alva | 1563      | 24,3            |                      | Coja                 | 1427                 | 20,95                |
|           | Côja e Barril de Alva | 1563      | 24,3            | Barril de Alva       | 281                  | 3,34                 |                      |